# Phasia faceta
Phasia faceta là một loài ruồi trong họ Tachinidae.